# Bassus graecus
Bassus graecus är en stekelart som beskrevs av Simbolotti och Van Achterberg 1992. Bassus graecus ingår i släktet Bassus och familjen bracksteklar. Inga underarter finns listade.